# 吉士金
吉士 金（きし の かね、生没年不詳）は古墳時代・飛鳥時代の豪族。名は金子（かね）とも記す。朝鮮半島の主として新羅との外交交渉を担当している。

## 経歴
推古天皇5年（598年）11月に新羅に派遣された吉士磐金と同一人物とする説もあるが、ここでは別人として扱う。
『日本書紀』巻第二十によると、敏達天皇4年（575年）4月に新羅に派遣されている。この時、同時に難波吉士木蓮子が任那に、吉士訳語彦（きし の おさひこ）が百済に派遣されている。これにより、6月、新羅も使いを遣わし、調を貢進し、同時にもと任那の領域にあった4つの邑の調を貢進した、という。
『書紀』巻第二十一によると、崇峻天皇4年（591年）8月、天皇は群臣に詔を出した。
群臣達は、「任那の官家（みやけ）を復興すべきであります。みな、陛下の詔なさった所と思いは同じです」と答えた。
これにより、紀男麻呂・巨勢猿・大伴囓・葛城烏奈良が大将軍として任じられ、各氏族の臣や連を副将・隊長とし、2万あまりの軍が筑紫国に出兵した。この時に金は新羅に派遣され、上述の木蓮子は任那へ赴き、任那のことを新羅に尋ねさせた、という。
その後、『書紀』巻第二十二によると、推古天皇8年（600年）2月に新羅と任那が交戦し、ヤマト政権は任那に援軍を送り、新羅を討っている。この時に、金とともに派遣された木蓮子が再び任那へ行き、事情を調査している。
以上が、朝鮮半島に関連する、吉士金の関与した事績である。その後の彼の行動については、記録されていないので、不明である。